# Pablo de Barros Paulino
Pablo de Barros Paulino, (São João Nepomuceno, 1989. augusztus 3. –), egyszerűen csak Pablo, brazil labdarúgóhátvéd.